# US Open 2000 (Badminton)
Die US Open 2000 im Badminton fanden vom 6. bis 10. September 2000 in Orange statt. Das Preisgeld betrug 30.000 US-Dollar, was dem Turnier zu einem Ein-Sterne-Status im Grand Prix verhalf.

## Austragungsort
Orange County Badminton Club, Orange

## Sieger und Platzierte
| Disziplin    | Gold                            | Silber                          | Bronze                         |
| ------------ | ------------------------------- | ------------------------------- | ------------------------------ |
| Herreneinzel | Ardy Wiranata                   | Anders Boesen                   | Daniel Eriksson                |
| Herreneinzel | Ardy Wiranata                   | Anders Boesen                   | Mark Constable                 |
| Dameneinzel  | Choi Ma-ree                     | Meiluawati                      | Kim Hyun-sook                  |
| Dameneinzel  | Choi Ma-ree                     | Meiluawati                      | Christina Sørensen             |
| Herrendoppel | James Anderson Graham Hurrell   | Anthony Clark Ian Sullivan      | Russell Hogg Kenny Middlemiss  |
| Herrendoppel | James Anderson Graham Hurrell   | Anthony Clark Ian Sullivan      | Michael Lamp Jonas Rasmussen   |
| Damendoppel  | Gail Emms Joanne Wright         | Emma Constable Suzanne Rayappan | Kirsteen McEwan Carol Tedman   |
| Damendoppel  | Gail Emms Joanne Wright         | Emma Constable Suzanne Rayappan | Choi Ma-ree Kim Hyun-sook      |
| Mixed        | Jonas Rasmussen Jane F. Bramsen | Ian Sullivan Gail Emms          | David Lindley Emma Constable   |
| Mixed        | Jonas Rasmussen Jane F. Bramsen | Ian Sullivan Gail Emms          | Peter Jeffrey Suzanne Rayappan |

## Finalergebnisse
| Disziplin    | Sieger                          | Finalist                      | Ergebnis           |
| ------------ | ------------------------------- | ----------------------------- | ------------------ |
| Herreneinzel | Ardy Wiranata                   | Anders Boesen                 | 10-15, 15-11, 15-5 |
| Dameneinzel  | Choi Ma-ree                     | Meiluawati                    | 11-3, 11-8         |
| Herrendoppel | Graham Hurrell James Anderson   | Ian Sullivan Anthony Clark    | 17-14, 15-11       |
| Damendoppel  | Gail Emms Joanne Wright         | Emma Chaffin Suzanne Rayappan | 15-7, 15-1         |
| Mixed        | Jonas Rasmussen Jane F. Bramsen | Ian Sullivan Gail Emms        | 8-15, 15-11, 15-13 |

## Halbfinalresultate
| Disziplin    | Sieger                          | Gegner                         | Ergebnis           |
| ------------ | ------------------------------- | ------------------------------ | ------------------ |
| Herreneinzel | Anders Boesen                   | Daniel Eriksson                | 15-4, 15-6         |
|              | Ardy Wiranata                   | Mark Constable                 | 10-15, 15-4, 15-13 |
| Dameneinzel  | Meiluawati                      | Kim Hyun-sook                  | 11-8, 7-11, 13-12  |
|              | Choi Ma-ree                     | Christina Sørensen             | 11-9, 11-7         |
| Herrendoppel | Ian Sullivan Anthony Clark      | Kenny Middlemiss Russell Hogg  | 15-7, 15-4         |
|              | James Anderson Graham Hurrell   | Jonas Rasmussen Michael Lamp   | 15-12, 15-7        |
| Damendoppel  | Gail Emms Joanne Wright         | Choi Ma-ree Kim Hyun-sook      | 15-10, 15-9        |
|              | Emma Chaffin Suzanne Rayappan   | Kirsteen McEwan Carol Tedman   | 15-9, 13-15, 15-13 |
| Mixed        | Jonas Rasmussen Jane F. Bramsen | David Lindley Emma Chaffin     | 11-15, 15-8, 15-8  |
|              | Ian Sullivan Gail Emms          | Peter Jeffrey Suzanne Rayappan | 15-5, 15-17, 15-7  |

## Viertelfinalresultate
| Disziplin    | Sieger                          | Gegner                           | Ergebnis           |
| ------------ | ------------------------------- | -------------------------------- | ------------------ |
| Herreneinzel | Anders Boesen                   | Michael Edge                     | 15-4, 15-2         |
|              | Daniel Eriksson                 | Kevin Han                        | 15-12, 8-15, 15-3  |
|              | Ardy Wiranata                   | Bruce Flockhart                  | 17-14, 6-15, 17-16 |
|              | Mark Constable                  | Darren Hall                      | 17-15, 6-15, 15-7  |
| Dameneinzel  | Kim Hyun-sook                   | Tine Rasmussen                   | 4-11, 11-4, 11-9   |
|              | Meiluawati                      | Lee So-young                     | 11-3, 11-3         |
|              | Christina Sørensen              | Hong Jin-sun                     | 11-7, 11-4         |
|              | Choi Ma-ree                     | Tracey Hallam                    | 2-11, 13-11, 11-9  |
| Herrendoppel | Ian Sullivan Anthony Clark      | Thomas Tesche Kristof Hopp       | 15-4, 15-4         |
|              | Kenny Middlemiss Russell Hogg   | Peter Jeffrey David Lindley      | 6-15, 15-10, 17-15 |
|              | James Anderson Graham Hurrell   | Mathew Fogarty Wu Chibing        | 15-6, 15-9         |
|              | Jonas Rasmussen Michael Lamp    | Kevin Han Alex Liang             | 15-9, 15-7         |
| Damendoppel  | Gail Emms Joanne Wright         | Tine Rasmussen Jane F. Bramsen   | 12-15, 15-5, 15-4  |
|              | Choi Ma-ree Kim Hyun-sook       | Lily Chen Cora Tu                | 15-2, 15-8         |
|              | Emma Chaffin Suzanne Rayappan   | Lee So-young Hong Jin-sun        | 15-3, 10-15, 17-14 |
|              | Kirsteen McEwan Carol Tedman    | Mesinee Mangkalakiri Bonnie Wong | 15-3, 15-7         |
| Mixed        | Ian Sullivan Gail Emms          | Russell Hogg Kirsteen McEwan     | 15-5, 15-8         |
|              | Peter Jeffrey Suzanne Rayappan  | Alex Liang Julie Yu              | 15-13, 15-9        |
|              | David Lindley Emma Chaffin      | Wu Chibing Melinda Keszthelyi    | 15-6, 15-2         |
|              | Jonas Rasmussen Jane F. Bramsen | Trisna Gunadi Janis Tan          | 15-0, 15-2         |